# Chloroclystis eupora
Chloroclystis eupora là một loài bướm đêm trong họ Geometridae.